# Lissochlora inconspicua
Lissochlora inconspicua là một loài bướm đêm trong họ Geometridae.